# Slachtofferhulp
Slachtofferhulp is de hulpverlening aan slachtoffers van misdrijven, ongevallen en rampen ná de acute interventie door de hulpdiensten. Vaak gaat het dan bijvoorbeeld om bijstand bij het verwerken van een traumatische ervaring, en het helpen van slachtoffers om hun leven weer op te pakken, maar het kan ook gaan om juridische bijstand bij het verhalen van schade op een dader.

## Algemene hulpverlening
De meest voorkomende hulpverlening is over het algemeen kleinschalig. Het betreft hulpverlening aan slachtoffers van misdrijven en ongevallen  (vooral verkeersongevallen).
Naast de specialistische hulp van brandweer (redden van mensen), artsen (medische hulp) en politie, en advocaten (juridische hulp, schadevergoeding), bestaan er organisaties voor (psychosociale) bijstand en hulpverlening. Slachtofferhulp ontwikkelde zich de afgelopen dertig jaar in nagenoeg alle Europese landen en probeert slachtoffers op alle mogelijke en nodige manieren te ondersteunen. Daarom is het algemene hulpverlening. 
De algemene slachtofferhulp is gratis, zo snel mogelijk na de gebeurtenis, indien gewenst anoniem en er wordt samengewerkt met(getrainde) vrijwilligers. Dit om aan te geven dat de samenleving meeleeft en het geschokte vertrouwen wenst te herstellen. In Vlaanderen kunnen de slachtoffers dus terecht in de centra voor slachtofferhulp, ook voor juridische bijstand. Bovendien staan in België  sociale werkers in voor een kwaliteitsvolle slachtofferbejegening (politiediensten) en slachtofferonthaal (rechtbanken en parketten). Ook in Nederland wordt er aan slachtoffers juridische hulp geboden.
Een belangrijk aspect van de slachtofferhulp is dat slachtoffers geholpen worden na een ingrijpende gebeurtenis. Dit kan door emotionele ondersteuning (uitleg over de stressreacties op de abnormale gebeurtenis), praktische hulpverlening en ook juridische hulp.
Uitgangspunt hierbij is dat de meeste mensen op eigen kracht herstellen met hulp, begrip en erkenning vanuit de eigen omgeving. Stressreacties nemen bij de meeste mensen geleidelijk af en de gebeurtenis laat bij hen geen zodanige negatieve effecten achter waardoor ze belemmerd worden in hun persoonlijke leven. Als hiervan geen sprake is of als de hulpvraag buiten het domein van slachtofferhulp ligt, kan in overleg naar de reguliere, gespecialiseerde hulpverlening worden doorverwezen zoals naar de geestelijke gezondheidszorg, maatschappelijk werk etc.
In functie van het voorkomen van secundaire victimisatie (slachtoffers worden opnieuw slachtoffer maar van de reactie van de omgeving en/of van officiële instanties) is een preventieve werking inzake slachtofferbejegening en slachtofferonthaal van groot belang.
Slachtofferwerkers houden ook rekening met primaire preventie (voorkomen van slachtofferschap) en tertiaire preventie (voorkomen dat slachtoffers opnieuw het slachtoffer worden van misdrijven of ongevallen). 
Een uitgebouwde slachtofferzorg bestaat, naast een uitgewerkte primaire slachtofferpreventie, uit vier luiken: het goed bejegenen van alle slachtoffers door iedereen die ermee in aanraking komt (1); een effectieve eerste opvang en ondersteuning, dadelijk na de feiten (2); een kwaliteitsvolle slachtofferhulp voor slachtoffers die met problemen worstelen (3) en ten slotte een deskundige slachtoffertherapie voor slachtoffers die ernstige verwerkingsproblemen ervaren (4).
In de jaren zeventig kwam er, vooral in de Verenigde Staten en het Verenigd Koninkrijk een toenemende aandacht voor de noden van slachtoffers van misdrijven. Men constateerde dat er vaak meer aandacht was voor de rechten en belangen van verdachten dan voor die van slachtoffers. In de Verenigde Staten leidde dit tot het voorstellen van een amendement op de Grondwet in de vorm van de 'Victim's Rights Amendment'. 
In de jaren negentig van vorige eeuw kon ook het 'European Forum for Victim Support' (nu Victim Support Europe) zowel in de Raad van Europa als in het Europees Parlement de rechten van slachtoffers in kaart brengen. Dit leidde in verschillende Europese landen tot een vastleggen van (sommige) rechten van slachtoffers in de landelijke regelgeving. In België zorgde onder meer de zaak 'Dutroux' ervoor dat slachtoffers (veel) meer rechten én hulpverlening kregen via verschillende wetgevende initiatieven.
In Nederland heeft het slachtoffer sinds 1 januari 2011 ook een betere (wettelijke) positie gekregen. Zo is de Wet ter versterking van de positie van het slachtoffer in het strafproces sinds deze datum in werking getreden. Door deze wet is het slachtoffer een zelfstandige procesdeelnemer in het strafrecht. Tevens zijn een aantal rechten die eerst alleen in beleidsregels stonden in de wet opgenomen. Daarnaast zijn de rechten van het slachtoffer ook uitgebreid en de mogelijkheid om schade te verhalen verbeterd.

## Grootschalige hulpverlening
Bij grootschalige hulpverlening gaat het om hulp aan slachtoffers van rampen en oorlogssituaties. Ook hier gaat het niet uitsluitend om het redden van mensen, voedsel en medische hulp, maar ook om het helpen verwerken van de gebeurtenissen, en het weer opbouwen van het economisch en maatschappelijk leven in de getroffen gebieden. 

## Organisaties
Organisaties die zich met slachtofferhulp bezighouden zijn: 
- in België: het Rode Kruis en de centra voor slachtofferhulp. Deze laatste zijn in Vlaanderen een onderdeel van de centra algemeen welzijnswerk en in Franstalig België een onderdeel van de centra voor justitieel welzijnswerk. Het fonds voor hulp aan slachtoffers van opzettelijke gewelddaden verzorgt in België de financiële hulp aan slachtoffers wanneer de dader onbekend of insolvabel blijkt en is een onafhankelijke administratieve rechtbank, ingericht bij het Ministerie van Justitie.
  - in Vlaanderen: Dienst slachtofferhulp van het ministerie van Welzijn (zie externe link), de centra slachtofferhulp. Daarnaast organiseert ook het (Federale) ministerie van justitie slachtofferonthaal via de justitiehuizen.
- in Nederland: 
  - Slachtofferhulp Nederland
  - Fonds Slachtofferhulp: Onafhankelijke organisatie voor financiering van slachtofferhulp, onderzoek, beleidsontwikkeling, wet- en regelgeving, onderwijs en noodhulp.
  - Centrum Seksueel Geweld
- in het Verenigd Koninkrijk: Victim Support

De meeste lokale slachtofferorganisaties zijn, via hun landelijke of regionale vertegenwoordiging, lid van Victim Support Europe (VSE). VSE hanteert een erkenningsprocedure in functie van kwaliteitskenmerken. Er zijn 21 landen (26 regio's) lid van deze, door de Europese Unie erkende, internationale organisatie.